# Phoradendron palandense
Phoradendron palandense är en sandelträdsväxtart som beskrevs av Kuijt. Phoradendron palandense ingår i släktet Phoradendron och familjen sandelträdsväxter. Inga underarter finns listade i Catalogue of Life.